# Lance Percival
Lance Percival, właśc. John Lancelot Blades Percival (ur. 26 lipca 1933 w Sevenoaks, zm. 6 stycznia 2015 w Londynie) – angielski aktor, komik, piosenkarz. Znany z głosu Paula McCartneya i Ringo Starra w serialu The Beatles. 

## Kariera aktorska (wybrana)
- On the Fiddle
- What a Whopper
- Carry On Cruising
- The V.I.P.s
- The Big Job
- Żółta łódź podwodna
- Too Late the Hero
- Darling Lili
- The Water Babies